# Kanton La Petite-Pierre
Kanton La Petite-Pierre (fr. Canton de La Petite-Pierre) byl francouzský kanton v departementu Bas-Rhin v regionu Alsasko. Tvořilo ho 20 obcí. Zrušen byl po reformě kantonů 2014.

## Obce kantonu
- Erckartswiller
- Eschbourg
- Frohmuhl
- Hinsbourg
- Lichtenberg
- Lohr
- Petersbach
- La Petite-Pierre
- Pfalzweyer
- Puberg
- Reipertswiller
- Rosteig
- Schœnbourg
- Sparsbach
- Struth
- Tieffenbach
- Weiterswiller
- Wimmenau
- Wingen-sur-Moder
- Zittersheim